# Italie aux Jeux olympiques d'hiver de 1928
L'Italie aux Jeux olympiques d'hiver de 1928 à Saint-Moritz en Suisse était représentée par 13 athlètes. La délégation italienne n'a pas remporté de médailles.